# Рютинское сельское поселение
Рютинское се́льское поселе́ние — упразднённое муниципальное образование в Бологовском районе Тверской области Российской Федерации, существовавшее в 2005 — 2023 годах.
Центр поселения — деревня Заборки.
Рютинское сельское поселение образовано в 2005 году, включило в себя территорию Рютинского сельского округа.
Законом Тверской области от 26 мая 2023 года № 24-ЗО муниципальное образование было упразднено с включением всех населённых пунктов в состав Бологовского муниципального округа.

## Географические данные
- Общая площадь: 160,9 км².
- Нахождение: северная часть Бологовского района.
  - Граничит:
    - на севере — с Новгородской областью, Боровичский район,
    - на востоке — с Кемецким СП,
    - на юго-востоке — с Кафтинским СП,
    - на юге — с Березайским СП,
    - на западе — с Валдайским СП.

Главная река — Березайка, главное озеро — Пирос.

## Население
| 2010 | 2011 | 2012 | 2013 | 2014 | 2015 | 2016 |
| ---- | ---- | ---- | ---- | ---- | ---- | ---- |
| 244  | ↘242 | ↘226 | ↘215 | ↘211 | ↘194 | ↗196 |
| 2017 | 2018 | 2019 | 2020 | 2021 |      |      |
| ↘183 | ↗184 | ↘183 | ↘179 | ↗189 |      |      |

По переписи 2002 года — 331 человек, на 01.01.2008 — 301 человек, по переписи 2010 года — 244 человека.
Национальный состав: русские.

## Населенные пункты
На территории поселения находится 15 населённых пунктов:
| №  | Населённый пункт | Тип населённого пункта | Население |
| -- | ---------------- | ---------------------- | --------- |
| 1  | Большое Клещино  | деревня                | 1         |
| 2  | Велье            | деревня                | 8         |
| 3  | Горка            | деревня                | 1         |
| 4  | Дачный           | посёлок                | 7         |
| 5  | Заборки          | деревня                | 92        |
| 6  | Заостровье       | деревня                | 8         |
| 7  | Кулигино         | деревня                | 1         |
| 8  | Лутково          | деревня                | 0         |
| 9  | Любец            | деревня                | 0         |
| 10 | Пищалино         | деревня                | 0         |
| 11 | Подмошье         | деревня                | 0         |
| 12 | Рютино           | деревня                | 109       |
| 13 | Савино           | деревня                | 13        |
| 14 | Старое           | деревня                | 0         |
| 15 | Юсино            | деревня                | 0         |

### Бывшие населенные пункты
В 1998 году исключена из учетных данных деревня Малое Клещино.

## Экономика
Основное хозяйство: СПК «Рютинский».